# Джованні Сантіні
Джованні Сантіні (італ. Giovanni Sante Gaspero Santini; 30 січня 1787 — 26 червня 1877) — італійський астроном та математик.

## Біографія
У 1806 році вступив в обсерваторію в Падуї, в 1814 році — призначений професором і директором обсерваторії. З 1837 року почалися спостереження Сантіні над меридіанними кругом, які послужили підставою трьох цінних каталогів зірок екваторіальної зони: «Positione medie delle stelle fisse» (4092 зірки; вийшов в 1840 році, два інших вийшли в 1858 і 1862 рр.). Сантіні написав кілька підручників: «Elementi di Astronomia» (1820), «Teorica degli stromenti ottici» (1828);крім того, багато статей про визначення орбіт комет і теорії астрономічних інструментів.

## Епоніми
У його честь названий астероїд 4158 Сантіні.